# Berzy-le-Sec
Berzy-le-Sec is een plaats en voormalige gemeente in het Franse departement Aisne in de regio Hauts-de-France. De plaats maakt deel uit van het arrondissement Soissons.

## Geschiedenis
Berzy-le-Sec is op 1 januari 2023 gefuseerd met de gemeente Noyant-et-Aconin tot de gemeente Bernoy-le-Château. Berzy-le-Sec telde in 1999 325 inwoners.

## Geografie
De oppervlakte van Berzy-le-Sec bedraagt 11,8 km², de bevolkingsdichtheid is 33,5 inwoners per km².

## Demografie
Onderstaande figuur toont het verloop van het inwonertal (bron: INSEE-tellingen).
Vanwege een beveiligingsprobleem met de MediaWiki Graph-software is het momenteel niet mogelijk deze grafiek weer te geven. Zodra de software is bijgewerkt zal de grafiek vanzelf weer zichtbaar worden.

## Transport
Het plaatsje beschikte voorheen over een eigen treinstation.